# 慶徳校前停留場
慶徳校前停留場（けいとくこうまえていりゅうじょう）は、熊本県熊本市中央区練兵町（れんぺいまち）・山崎町（やまさきまち）にある熊本市交通局の電停。停留所番号は7。A系統が停車する。

## 歴史

### 年表
- 1955年（昭和30年）：開業。
  - 1924年（大正13年）8月1日から1943年（昭和18年）12月28日まで、当駅付近には古川町駅があった。
  - 1959年（昭和34年）4月1日から1965年（昭和40年）2月21日 まで川尻線の起点であった。（※運行上は「辛島町」まで直通）
- 2024年（令和6年）11月29日：電停のコンクリート製車止めに飲酒運転の乗用車が追突[2]。

### 停留場名の由来
熊本市立慶徳小学校にちなむ。順正寺を造営した僧である慶徳が堀を掘削し、この堀および周辺を慶徳堀と呼ぶようになった。

## 停留場構造
相対式2面2線であるが、辛島町電停方面と河原町電停方面の電停は交差点を挟んで離れている。横断歩道を渡ってアクセスする。
停留所所在地は練兵町側・山崎町側に分かれている。
なお毎年2月に開催する熊本城マラソンでは、交通規制のため田崎橋・熊本駅前発の電車は当電停止まりで運行される時間帯が生じる。この時間帯には、辛島公園南側の亘り線を使って折り返し運行が行われた。
| のりば | 路線   | 方向 | 行先                                   | 備考                                               |
| ------ | ------ | ---- | -------------------------------------- | -------------------------------------------------- |
| 東側   | ■A系統 | 上り | 熊本駅・田崎橋方面                     |                                                    |
| 西側   | ■A系統 | 下り | 辛島町・通町筋・水前寺公園・健軍町方面 | 上熊本駅方面は辛島町で■B系統（上熊本線）に乗り換え |

## 利用状況
| 1日乗降人員推移 | 1日乗降人員推移 |
| 年度            | 1日平均人数     |
| --------------- | --------------- |
| 2011年          | 676             |
| 2012年          | 625             |
| 2013年          | 606             |
| 2014年          | 630             |
| 2015年          | 873             |

## 停留場周辺
- 熊本市立慶徳小学校
- 熊本放送

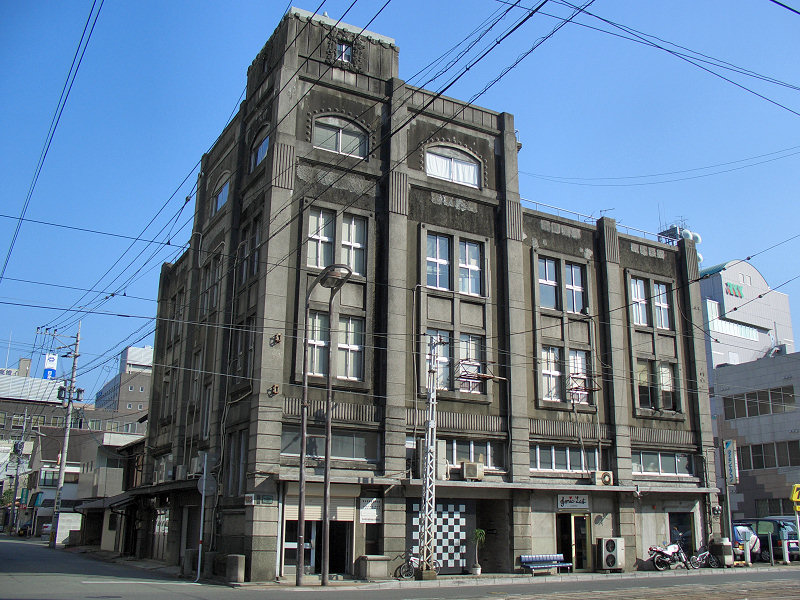
早野ビル

- 熊本銀行中央支店（熊本地震の影響で、2016年4月25日より花畑町停留場最寄りの花畑支店内の仮店舗で営業中[4]）
- ホテル法華クラブ熊本
- 日本銀行熊本支店
- 雇用促進事業会
- 古荘本店
- 熊本桜町バスターミナル
- 早野ビル （登録有形文化財）

## 隣の停留場
熊本市交通局
■A系統（幹線）
河原町電停 (6) - 慶徳校前電停 (7) - 辛島町電停 (8)

### 廃止路線
熊本市交通局
川尻線
慶徳校前電停 - （河原町電停） - 迎町電停